# Slag bij Dover (1652)

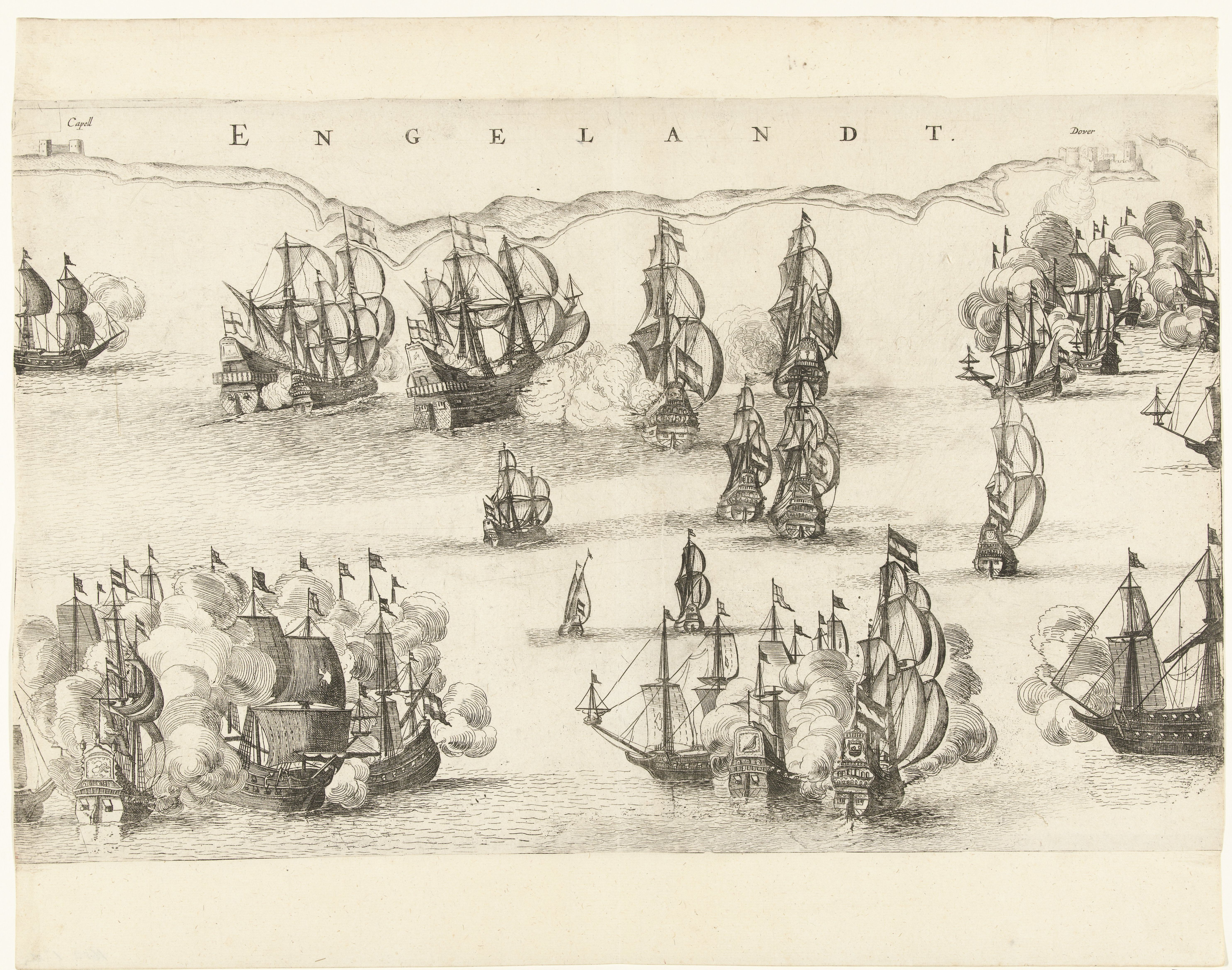
Zeeslag voor de Engelse kust tussen de Staatse vloot onder Tromp en de Engelse vloot onder Blake, 1652

De Slag bij Dover (in het Engels: The Battle of Dover) vond plaats op 29 mei 1652, en was het eerste gevecht van de Eerste Engels-Nederlandse Oorlog tussen het Engelse Gemenebest en de Republiek der Zeven Verenigde Nederlanden.
Nadat de eerste Engelse Scheepvaartwetten in oktober 1651 door het Engelse Parlement waren goedgekeurd, werden deze zelfde wetten al snel overtreden door de Nederlanders. De beide partijen bereidden zich voor op een oorlog: de Engelsen wilden het Nederlandse handelsimperium overnemen en de Nederlanders, de kracht van hun vloot sterk overschattend, waren niet van plan enige concessies te doen.
Oliver Cromwell had besloten dat alle buitenlandse vloten in de Noordzee of het Kanaal hun vlaggen moesten strijken uit respect voor de Engelse vloot. Toen op 29 mei een vloot van 40 schepen onder admiraal Maarten Tromp met zijn vlaggenschip de Brederode geen haast maakte de vlag te strijken voor een Engelse vloot van 25 schepen onder Robert Blake, gaf Blake, die vermoedelijk instructies had een voorwendsel voor een gevecht te zoeken, drie waarschuwingsschoten. Net toen Tromp bezig was toch zijn vlag te laten zakken, trof het derde schot zijn schip en verwondde enkele matrozen. Tromp antwoordde met een waarschuwingssalvo vanuit zijn vlaggenschip de Brederode en daarop gaf Blake hem de volle laag met scherp. Een vijf uur durend gevecht volgde. Hierin hadden de Nederlanders door hun numerieke overwicht de overhand; maar in de nacht konden de Engelsen de Maria tot zinken brengen en de Sint Laurents buitmaken.
Engeland verklaarde officieel de oorlog aan Nederland op 10 juli 1652.